# Club Tijuana Xoloitzcuintles de Caliente
Il Club Tijuana Xoloitzcuintles de Caliente, meglio noto come Club Tijuana, è una società calcistica messicana con sede nella città di Tijuana. Milita nella Liga MX, la massima serie del campionato messicano.
Ha esordito nella massima divisione messicana nella stagione 2011-2012 dopo aver vinto, nel 2010, il campionato di Apertura della Liga de Ascenso de México. Ha vinto un campionato messicano (Apertura 2012)
Gioca le partite interne allo stadio Caliente di Tijuana.

## Storia
Il Club Tijuana è l'ultimo di una lunga serie di squadre di campionato nella città di Tijuana. È stato fondato nell'estate del 2006, non molto dopo l'ultima squadra cittadina, i Dorados de Sinaloa.
Il nome del club è stato poi cambiato in Club Tijuana Xoloitzcuintles de Caliente, soprannome che indica i cani caratteristici della Bassa California. Il presidente del club Jorge Hank ha annunciato la costruzione dello Stadio Caliente, un nuovo stadio con una capienza di 33.333 persone.
Il figlio maggiore di Jorge Hank, ora è il presidente della squadra. Egli ha annunciato più volte che il suo obiettivo a breve termine è quello di accedere alla Primera División. L'obiettivo è stato raggiunto, e ora Jorge Alberto Hank, è diventato il più giovane presidente nella storia del calcio professionistico in Messico. Il Club Tijuana nel 2012 è riuscito a conquistare il suo primo titolo in assoluto, dalla sua fondazione avvenuta nel 2007. Dopo un'estenuante lotta durata 17 gare, le prime otto squadre (su 18) classificatesi nel torneo di 'Apertura', si sono sfidate, disputando i 'play-off'. Questi, prevedevano quarti di finale, semifinali e finale, con duplice sfida (andata e ritorno). Ad uscirne vittorioso è stato proprio il Club Tijuana, che ha eliminato rispettivamente, Monterrey, León e Toluca. Clamorosa la rimonta compiuta in semifinale contro il León: nonostante gli 'Xolos' avessero perso all'andata in trasferta per 2-0, nella partita decisiva di ritorno, la squadra è riuscita ad imporsi con un perentorio 3-0, ribaltando così tutti i pronostici (anche quelli dei bookmakers messicani), e approdando in finale. Il Tijuana si aggiudicherà il torneo, nella doppia sfida finale (30 novembre - 3 dicembre 2012), battendo per 2-0 alla Bombonera il Toluca, bissando la vittoria di 2-1 conquistata all'andata.

## Palmarès

### Competizioni nazionali
- Campionato messicano: 1

Apertura 2012
- Liga de Ascenso de México: 1

Apertura 2010

### Altri piazzamenti
- CONCACAF Champions League:

Semifinalista: 2013-2014

## Organico

### Rosa
Aggiornata al 8 febbraio 2025.
| N. |                        | Ruolo | Calciatore        |
| -- | ---------------------- | ----- | ----------------- |
| 2  | Messico (bandiera)     | P     | Antonio Rodríguez |
| 3  | Messico (bandiera)     | D     | Rafael Fernández  |
| 4  | Cile (bandiera)        | C     | Nicolás Díaz      |
| 5  | Messico (bandiera)     | D     | Rodrigo Parra     |
| 6  | Stati Uniti (bandiera) | C     | Joe Corona        |
| 7  | Argentina (bandiera)   | C     | Carlos Valenzuela |
| 8  | Messico (bandiera)     | C     | Fernando Madrigal |
| 9  | Giamaica (bandiera)    | C     | Shamar Nicholson  |
| 10 | Messico (bandiera)     | C     | Kevin Castañeda   |
| 11 | Messico (bandiera)     | C     | Efraín Álvarez    |
| 14 | Colombia (bandiera)    | C     | Christian Rivera  |
| 16 | Messico (bandiera)     | D     | Alan Vega         |
| 18 | Messico (bandiera)     | D     | Aarón Mejía       |
| 19 | Messico (bandiera)     | C     | Gilberto Mora     |

| N. |                      | Ruolo | Calciatore          |
| -- | -------------------- | ----- | ------------------- |
| 20 | Messico (bandiera)   | D     | Francisco Contreras |
| 21 | Messico (bandiera)   | C     | Fernando Monárrez   |
| 23 | Messico (bandiera)   | C     | Iván Tona           |
| 24 | Messico (bandiera)   | A     | Jesús Hernández     |
| 26 | Colombia (bandiera)  | A     | José Raúl Zúñiga    |
| 27 | Argentina (bandiera) | C     | Domingo Blanco      |
| 28 | Messico (bandiera)   | D     | Alejandro Gómez     |
| 30 | Messico (bandiera)   | P     | Jesús Corona        |
| 31 | Spagna (bandiera)    | D     | Unai Bilbao         |
| 32 | Paraguay (bandiera)  | A     | Carlos González     |
| 33 | Argentina (bandiera) | C     | Emanuel Reynoso     |
| 34 | Messico (bandiera)   | A     | Gerson Ogara        |
| 35 | Colombia (bandiera)  | C     | Kevin Balanta       |
|    | Messico (bandiera)   | D     | Areli Hernández     |